# Липпарини, Джузеппе

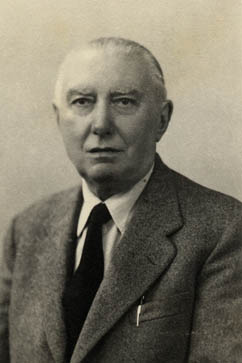
Джузеппе Липпарини

Джузеппе Липпарини (итал. Giuseppe Lipparini; 1877, Болонья — 1951, там же)— итальянский поэт, романист, критик, педагог. Видный филолог, журналист. Один из идеологов итальянского империализма.
Профессор кафедры итальянской литературы Болонского университета, преподавал также в университетах Урбино, Матеры , Палермо.
Избирался президентом «Академии изящных искусств».
Вместе с известным фашистским деятелем Федерацони в 1897 основал литературно-политический журнал «Tesoro».
Внес значительный вклад в развитие культурной жизни Болоньи, помещал статьи в главных журналах того времени «Marzocco all’Illustrazione Italiana», «Il Resto del Carlino»,  «Il Corriere della sera» и «Il Messaggero».
Занимался исследованиями литературы неоклассицизма, превозносил значение латинских писателей и гуманистов, стремился к сохранению традиций итальянской литературы от Данте до Д. Леопарди.
Из его работ наиболее известны: «Дети лавра» (1916) — сборник стихов, романы — «Мечта юной зари» (1920), «Четыре пехотинца» (1921), «Вергилий» (1925).
Похоронен в Болонье у монастыря Маджоре.